# آون (سن-ا-مارن)
آون (به فرانسوی: Avon) یک کمون در فرانسه است که در سن-ا-مارن واقع شده‌است. آون ۳٫۸۳ کیلومتر مربع مساحت دارد.

## خواهرخوانده
شهر ملکشام خواهرخواندهٔ آون (سن-ا-مارن) هست.